# قائمة البعثات الدبلوماسية في تونغا

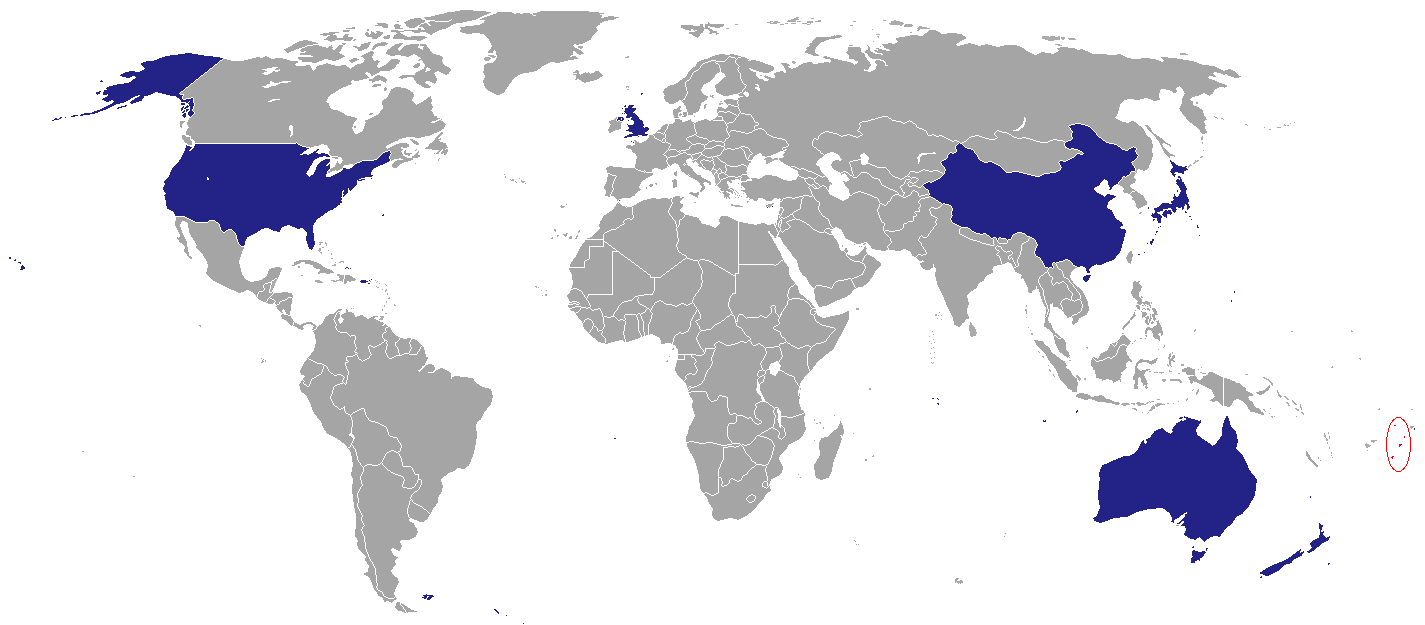
خريطة البعثات الدبلوماسية في تونغا

هذه قائمة "" البعثات الدبلوماسية في تونغا "". يوجد حاليا 5 بعثات دبلوماسية في نوكو ألوفا، (لا تشمل القنصليات الفخرية).

## السفارات / المفوضيات العليا فينوكو ألوفا
| - أستراليا - الصين - اليابان - نيوزيلندا - المملكة المتحدة |

## معرض الصور

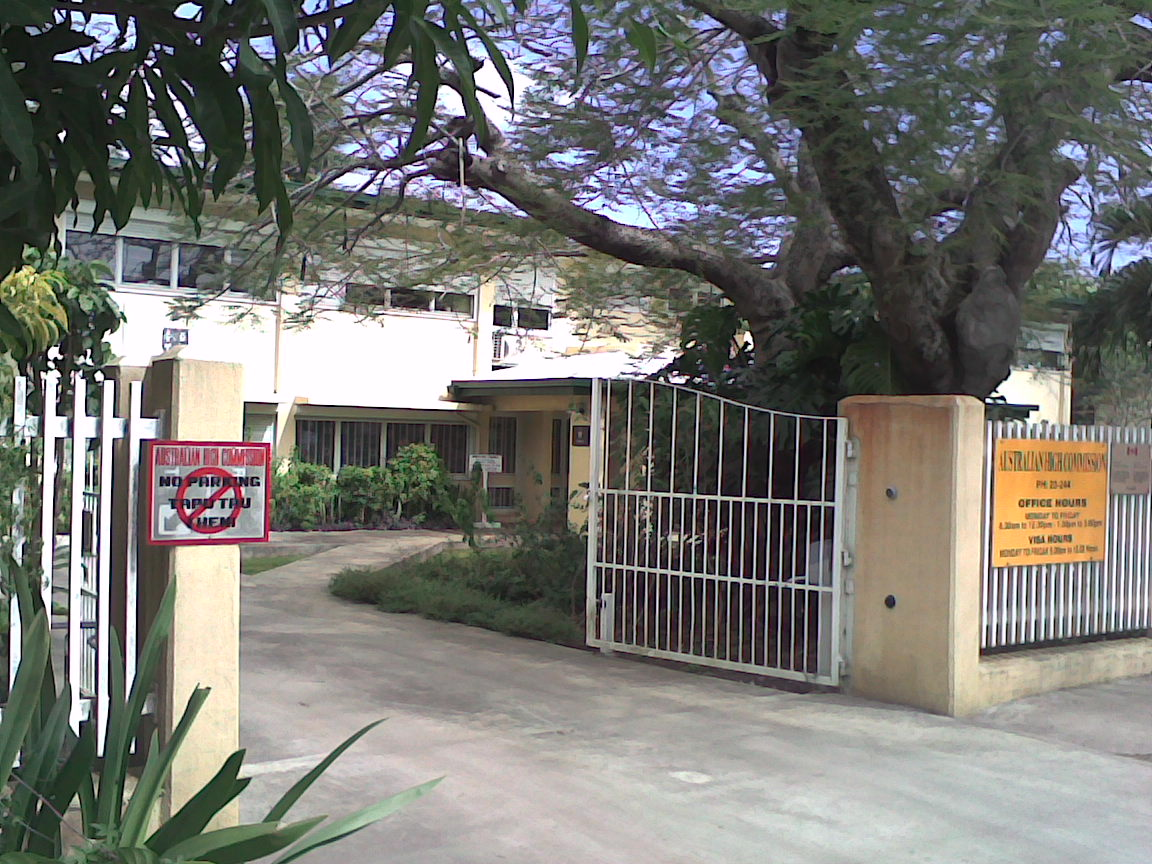
المفوضية العليا لأستراليا

## سفارات غير مقيمة / مفوضيات عليا

### مقيم في كانبرا، أستراليا
- النمسا[6]
- بلجيكا[7]
- كولومبيا[8]
- قبرص[9]
- جمهورية التشيك[10]
- الدنمارك[11]
- إستونيا[12]
- كرواتيا[13]
- آيسلندا[14]
- النرويج[15]
- رومانيا[16]
- صربيا[17]
- سلوفاكيا[18]
- السويد[19]
- أوكرانيا[20]

### مقيم في سوفا، فيجي
- الاتحاد الأوروبي[21]
- فرنسا[22]
- الهند[23]
- ماليزيا[24]
- الولايات المتحدة [25]

### مقيم في طوكيو، اليابان
- ليسوتو

### مقيم في ويلينجتون، نيوزيلندا
- الأرجنتين[26]
- كوبا[27]
- البرازيل[28]
- كندا[29]
- ألمانيا[30]
- إندونيسيا[31]
- إسرائيل[32]
- إيطاليا[33]
- المكسيك[34]
- هولندا[35]
- الفلبين
- روسيا[36]
- سنغافورة
- كوريا الجنوبية[37]
- إسبانيا[38]
- سويسرا[39]
- تايلاند[40]
- تركيا[41]